# Karl Mache
Karl Mache (ur. 9 grudnia 1880 w Deutsch Lissa, zm. 19 października 1944 w obozie koncentracyjnym Groß-Rosen) – socjaldemokrata, burmistrz Wrocławia od roku 1928 do początku lat 30. XX w.
W młodości samouk, nauczył się zawodu piekarza i cukiernika, w 1900 wstąpił do ruchu związków zawodowych piekarzy i cukierników, a rok później – do Socjaldemokratycznej Partii Niemiec; mieszkał w tym czasie i pracował w Magdeburgu. W I wojnie światowej jako żołnierz został ranny, po jej zakończeniu w 1919 został sekretarzem SPD we Wrocławiu, a w 1924 – sekretarzem SPD dla środkowego Śląska.
W 1928 wybrany burmistrzem Wrocławia, był też członkiem sejmu prowincjonalnego Śląska (1921–1933) oraz Reichstagu (1928–1930). Po dojściu Hitlera do władzy aresztowany (w czerwcu 1933) i osadzony wraz z innymi przeciwnikami politycznymi faszyzmu w obozie na wrocławskim Tarnogaju (KZ Dürrgoy); później przeniesiony do Lichtenburga, zmarł w Groß-Rosen.